# Crotonogyne ledermanniana
Crotonogyne ledermanniana är en törelväxtart som först beskrevs av Ferdinand Albin Pax och Käthe Hoffmann, och fick sitt nu gällande namn av Ferdinand Albin Pax och Käthe Hoffmann. Crotonogyne ledermanniana ingår i släktet Crotonogyne och familjen törelväxter.
Artens utbredningsområde är Kamerun. Inga underarter finns listade i Catalogue of Life.